# Kettenkarussell

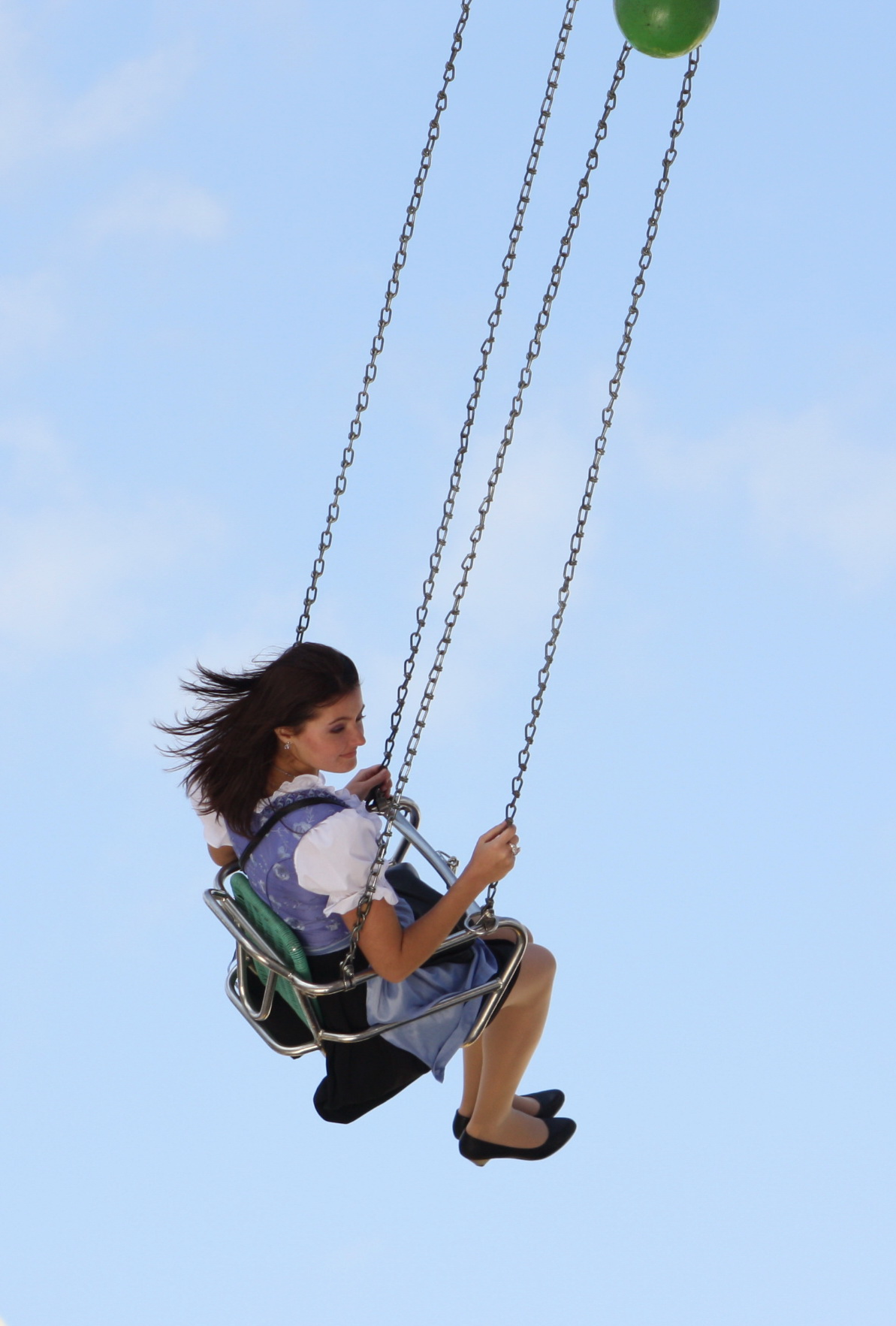
Fahrt mit einem Kettenkarussell

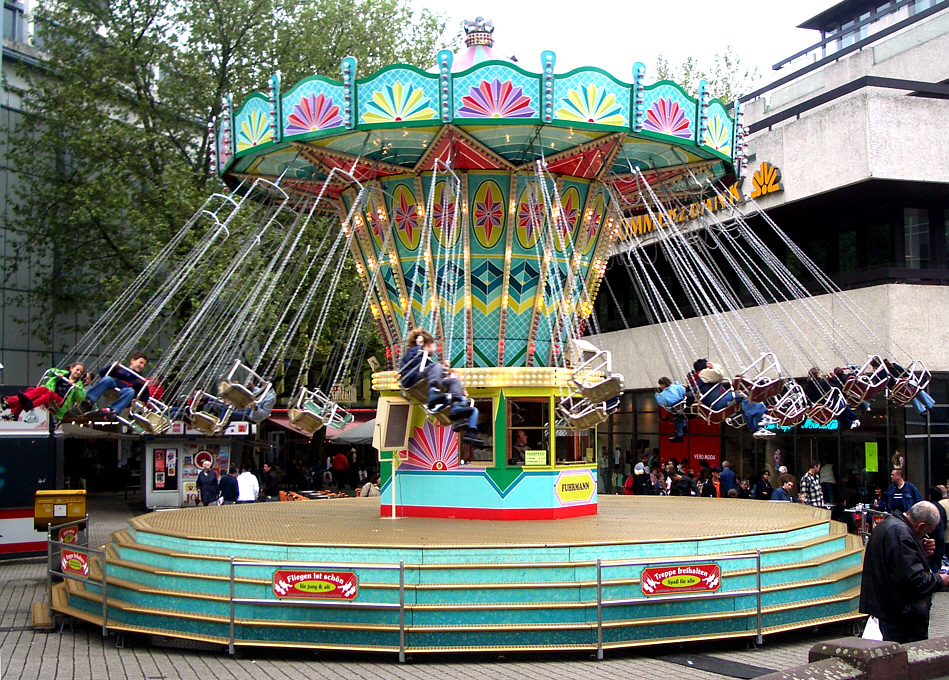
Klassisches Kettenkarussell für Kinder

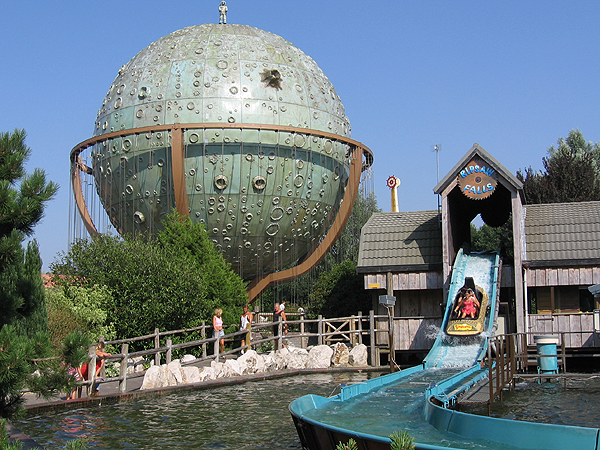
Kettenkarussell Apollo im Attractiepark Slagharen

Ein Kettenkarussell, Kettenflieger oder Kettenprater ist ein klassischer Karusselltyp, bei dem die Fahrgastsitze an Ketten an einem Drehkranz festgemacht sind. In der Regel kommen Sitze für einzelne Personen und wenige Doppelsitze zum Einsatz, vereinzelt sind aber auch Besatzungsteile für mehrere Personen anzutreffen, die oft als kleine Schiffe oder Schwäne gestaltet sind. Durch die Fliehkraft schwingen die Fahrgastträger zur Seite aus, die Passagiere „fliegen“ dabei durch die Luft.

## Geschichte
Kettenkarussells gehörten ab den ersten Jahrzehnten bis in die sechziger Jahre des zwanzigsten Jahrhunderts zu den beliebtesten Fahrgeschäften auf deutschen Festplätzen. Die damaligen Karussells fielen meist vor allem durch ihre hohe turmartige Konstruktion auf. In den 1950er Jahren, mit Aufkommen der Weltraumfahrt, wurden manche Geschäfte als Globen gestaltet. Auch heute gehört ein Kettenkarussell noch zu fast jeder Kirmes.
1972 wurde bei der Firma Zierer der Wellenflug entwickelt. Diese Form des Kettenkarussells ist die heute am weitesten verbreitete.
Seit 2003 bietet die österreichische Firma Funtime mit dem Star Flyer den höchsten Kettenkarusseltyp der Welt. An einem bis zu 125 Meter hohen Turm kann der Drehkranz mit den an Ketten befestigten Sitzen auf und ab bewegt werden. Es gibt sowohl stationäre als auch transportable Anlagen. Das erste Modell steht seit 2004 im Wiener Prater, seit 2005 ist eine 52,5 Meter hohe Anlage des Schaustellers Alexander Goetzke auf deutschen Volksfesten anzutreffen. Seit 2007 besitzt die Firma eine zweite Anlage mit der doppelten Anzahl, also 48 statt 24 Sitzen. Ähnliche Attraktionen werden auch von anderen Herstellern wie Zamperla und Fabbri angeboten.
Der Star Flyer im Kopenhagener Tivoli galt mit über 80 Meter Höhe als größtes Kettenkarussell der Welt, bis ihn am 1. Mai 2010 in Wien der Praterturm mit 117 Metern als höchstes Karussell ablöste.
Seither wurde diese Bestmarke im April 2013 vom Eclipse mit 120 Metern im Gröna Lund Vergnügungspark in Schweden, seit 25. Mai 2013 vom Texas SkyScreamer auf 122 Meter, seit dem 23. Mai 2014 vom NewEngland SkyScreamer auf 125 Meter und seit August 2020 durch den Allgäuflieger im deutschen Skyline Park auf die aktuelle Rekordhöhe von 142 Metern übertroffen.
Eine Abwandlung des Star Flyers ist das Fahrgeschäft Rocket, ebenfalls vom österreichischen Hersteller Funtime.

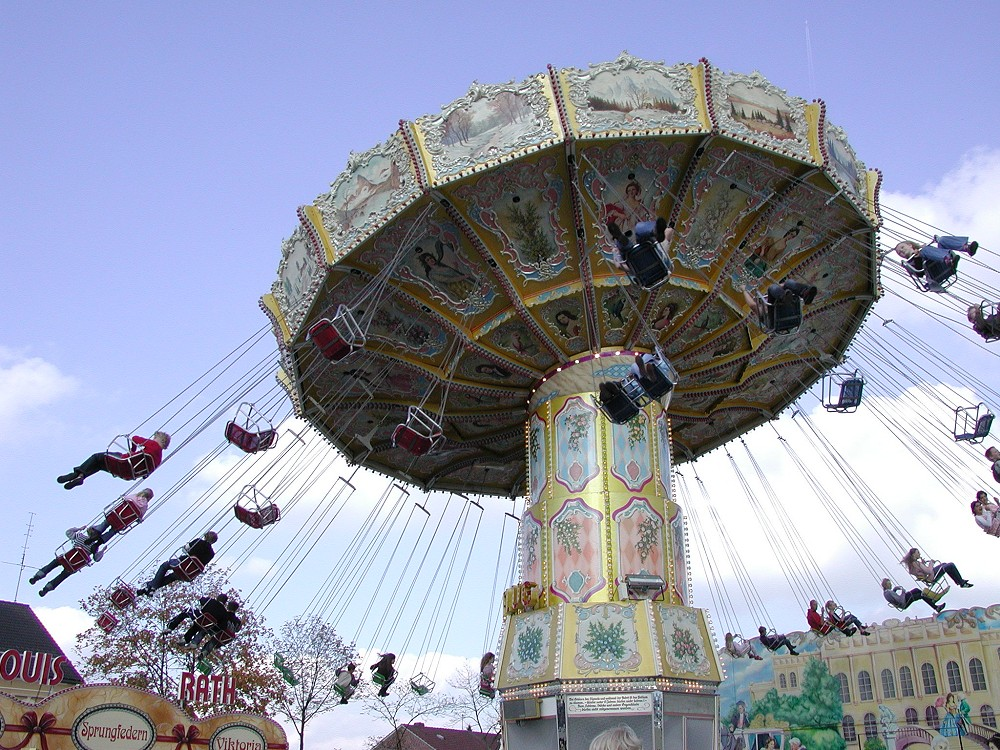
Wellenflug auf dem Roonkarker Mart
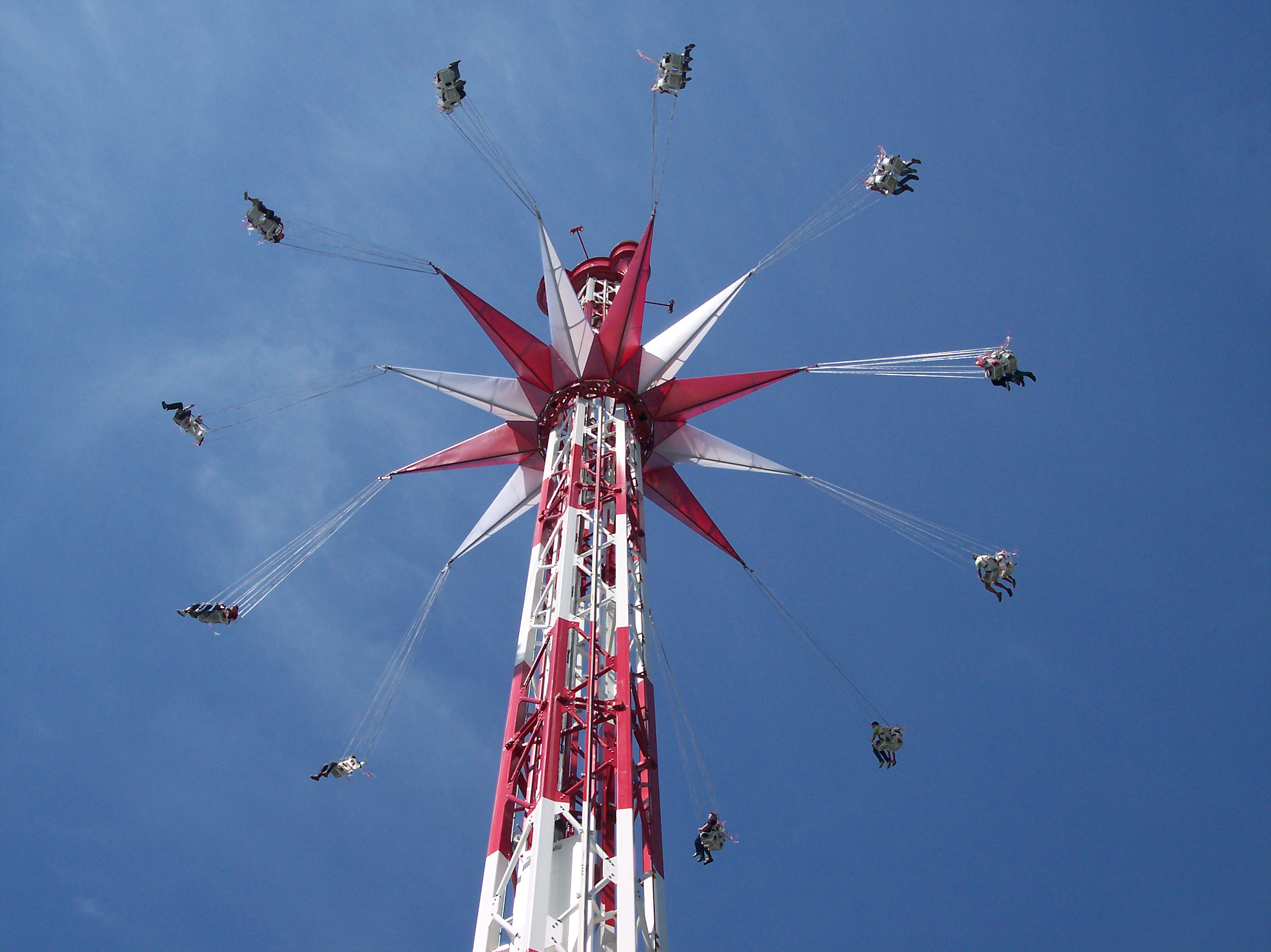
Star Flyer Lighthouse Tower im Plopsaland Deutschland
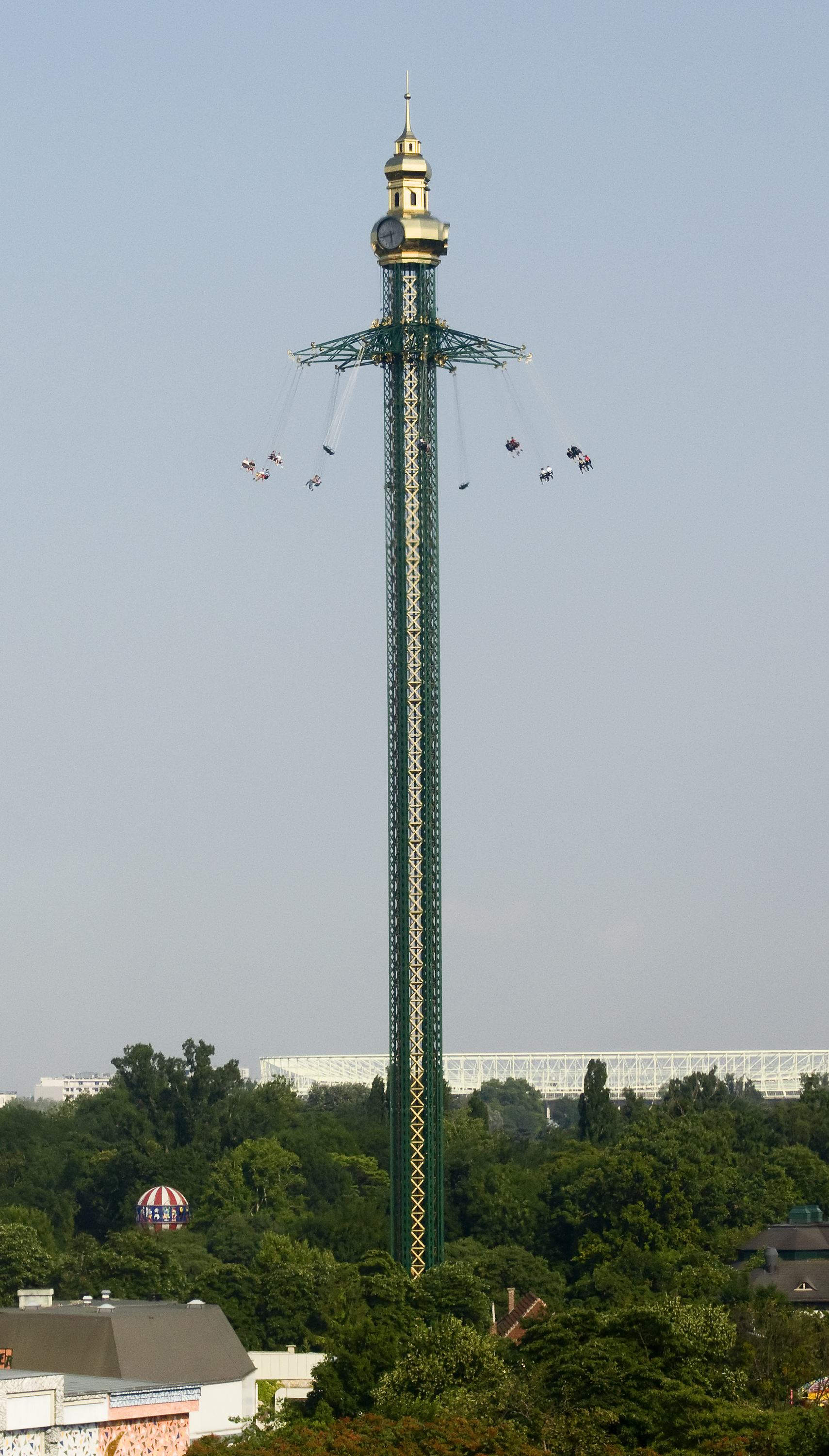
Der Praterturm im Wiener Prater
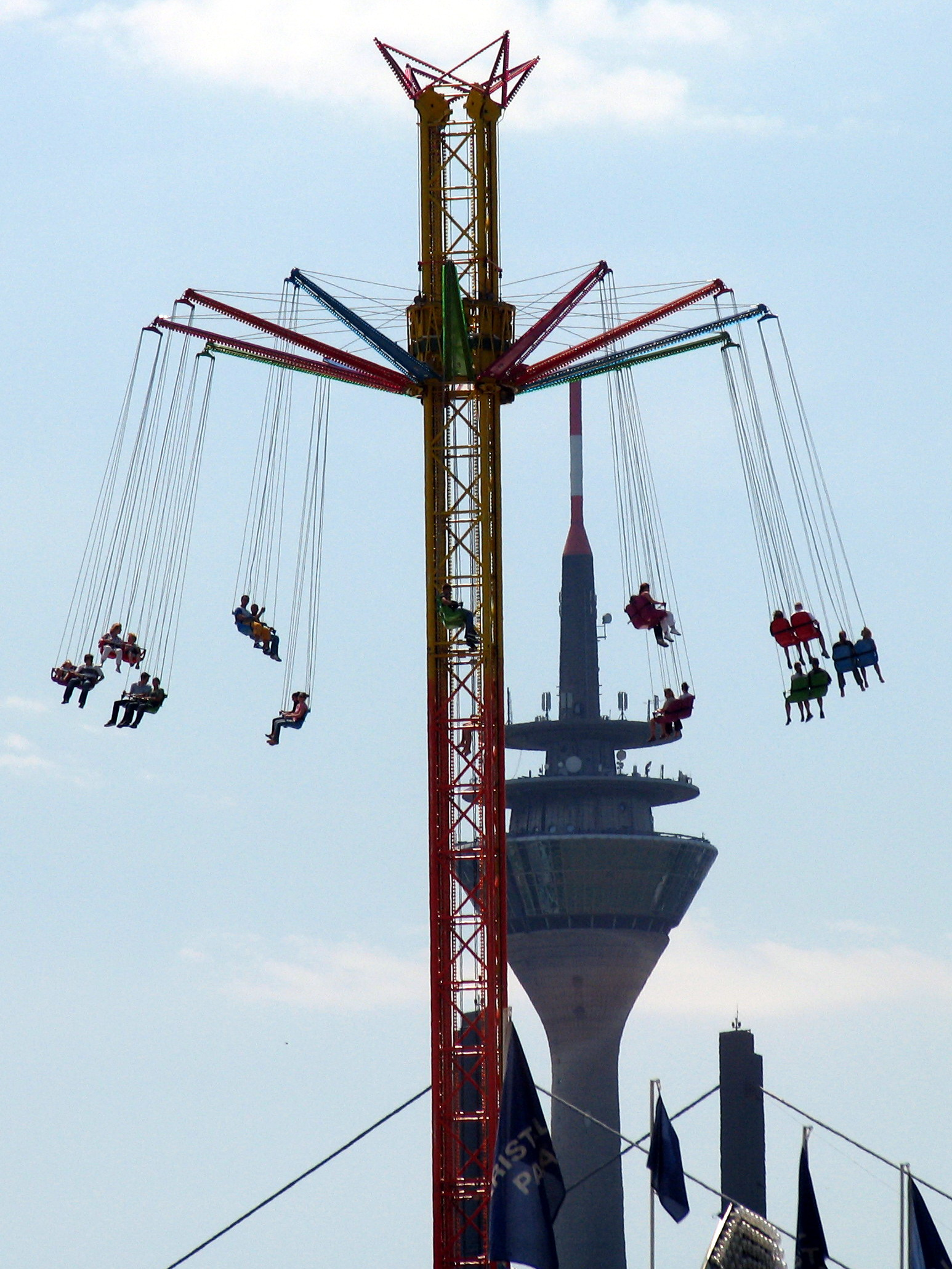
Star Flyer von Goetzke (52,5 Meter hoch, 24 Sitzplätze) auf der Rheinkirmes in Düsseldorf
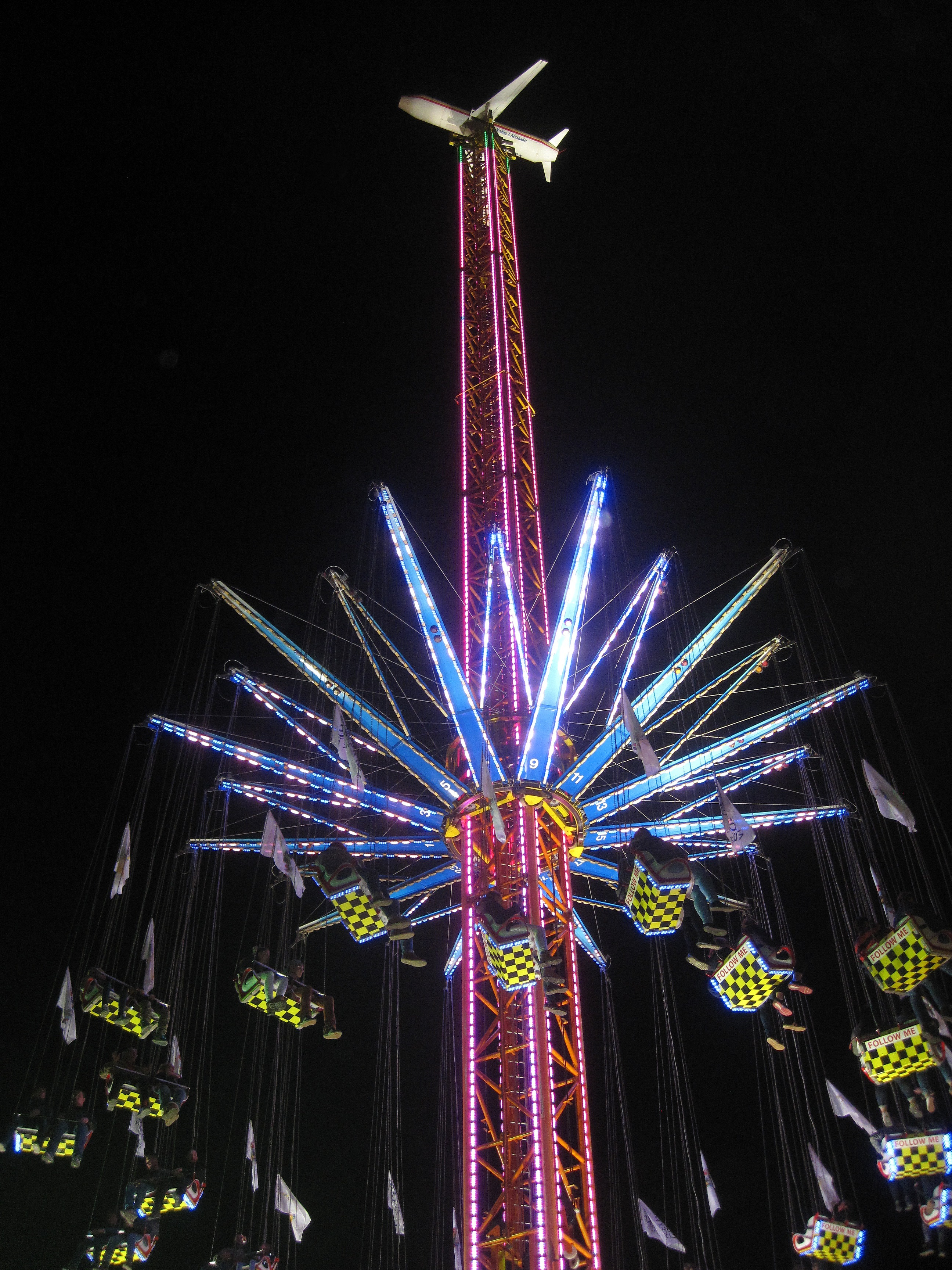
Star Flyer von Goetzke (55 Meter hoch, 48 Sitzplätze) auf der Allerheiligenkirmes in Soest am Abend
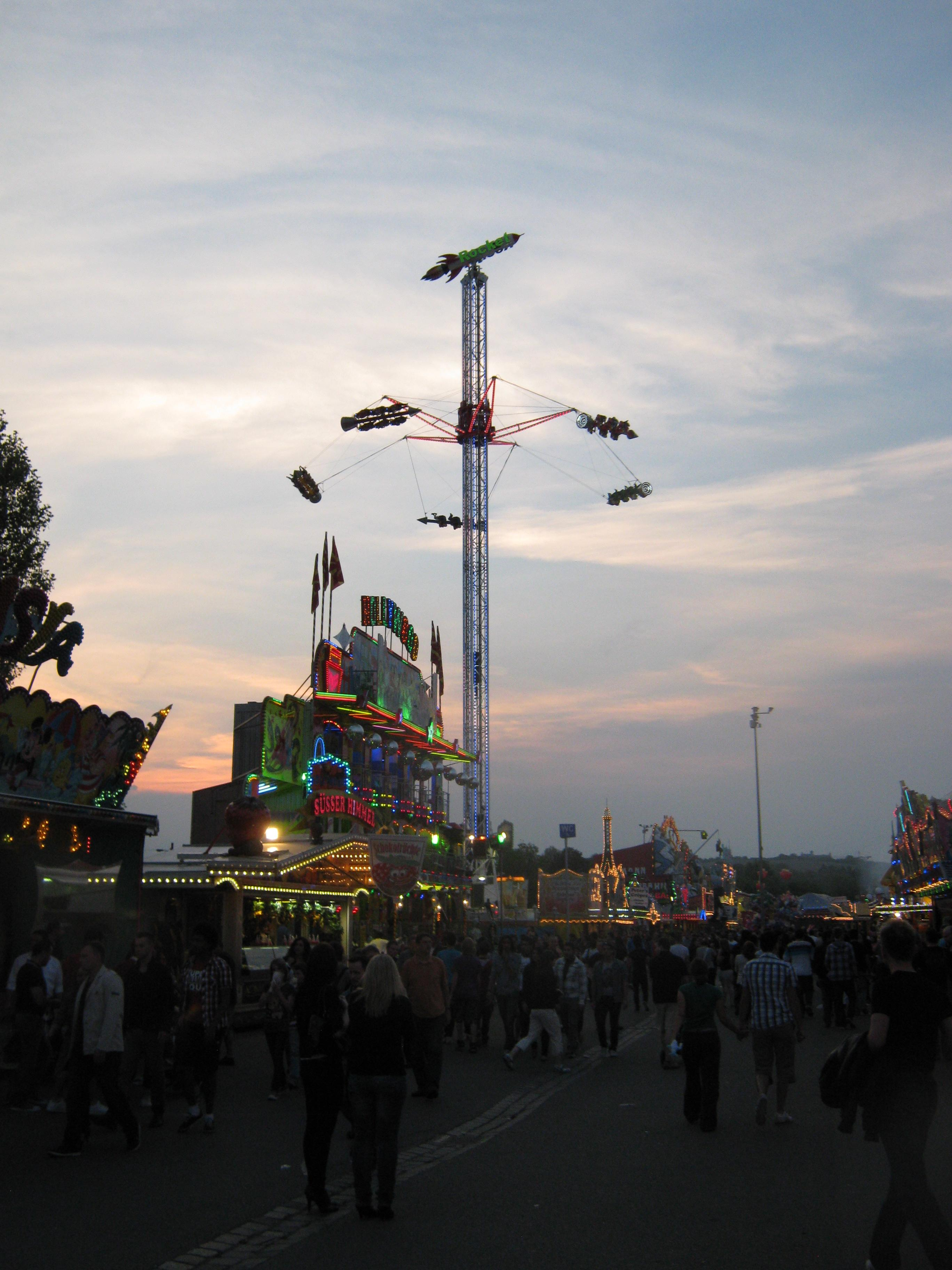
Rocket auf dem Stuttgarter Frühlingsfest
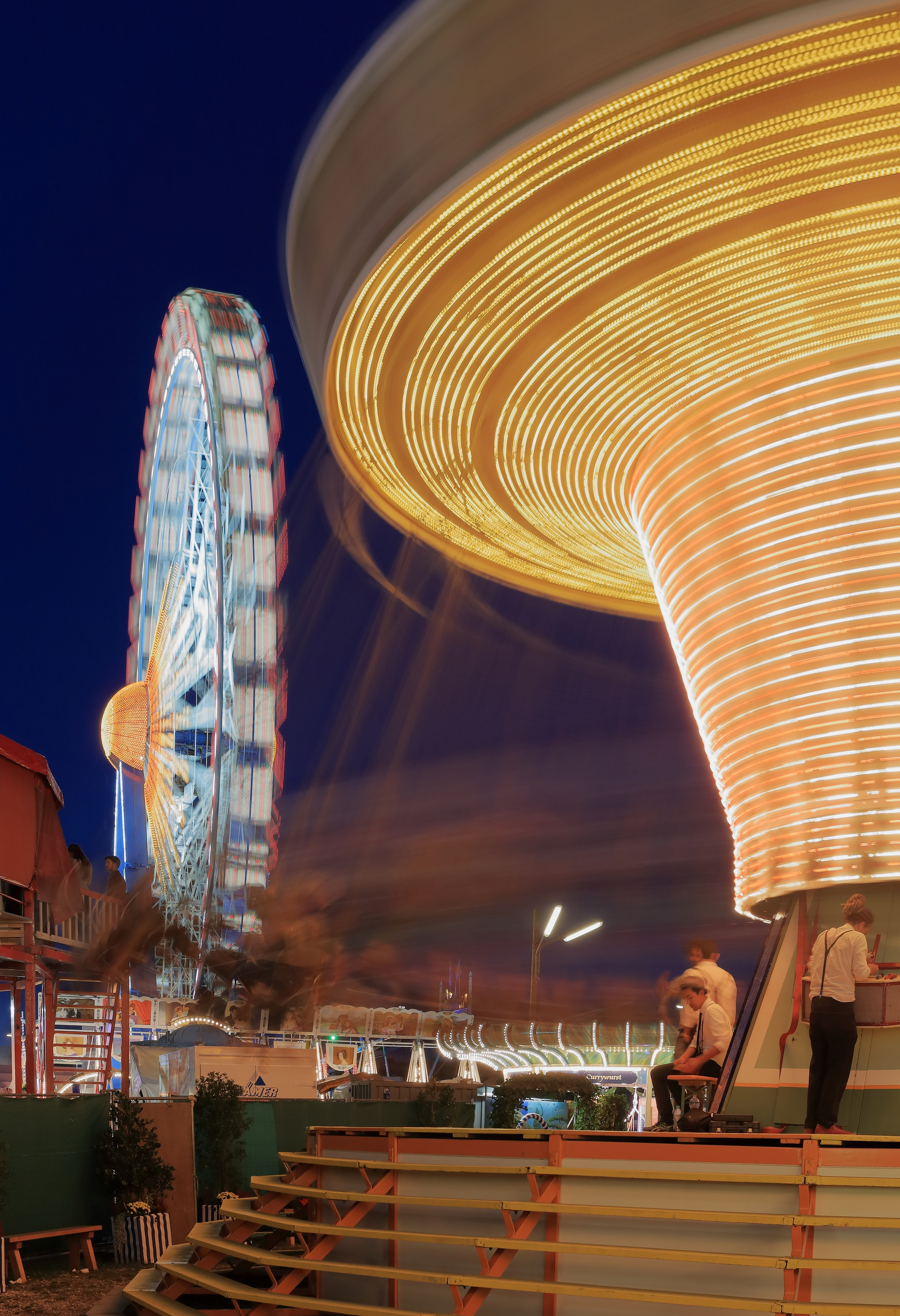
Auf dem Münchner Oktoberfest
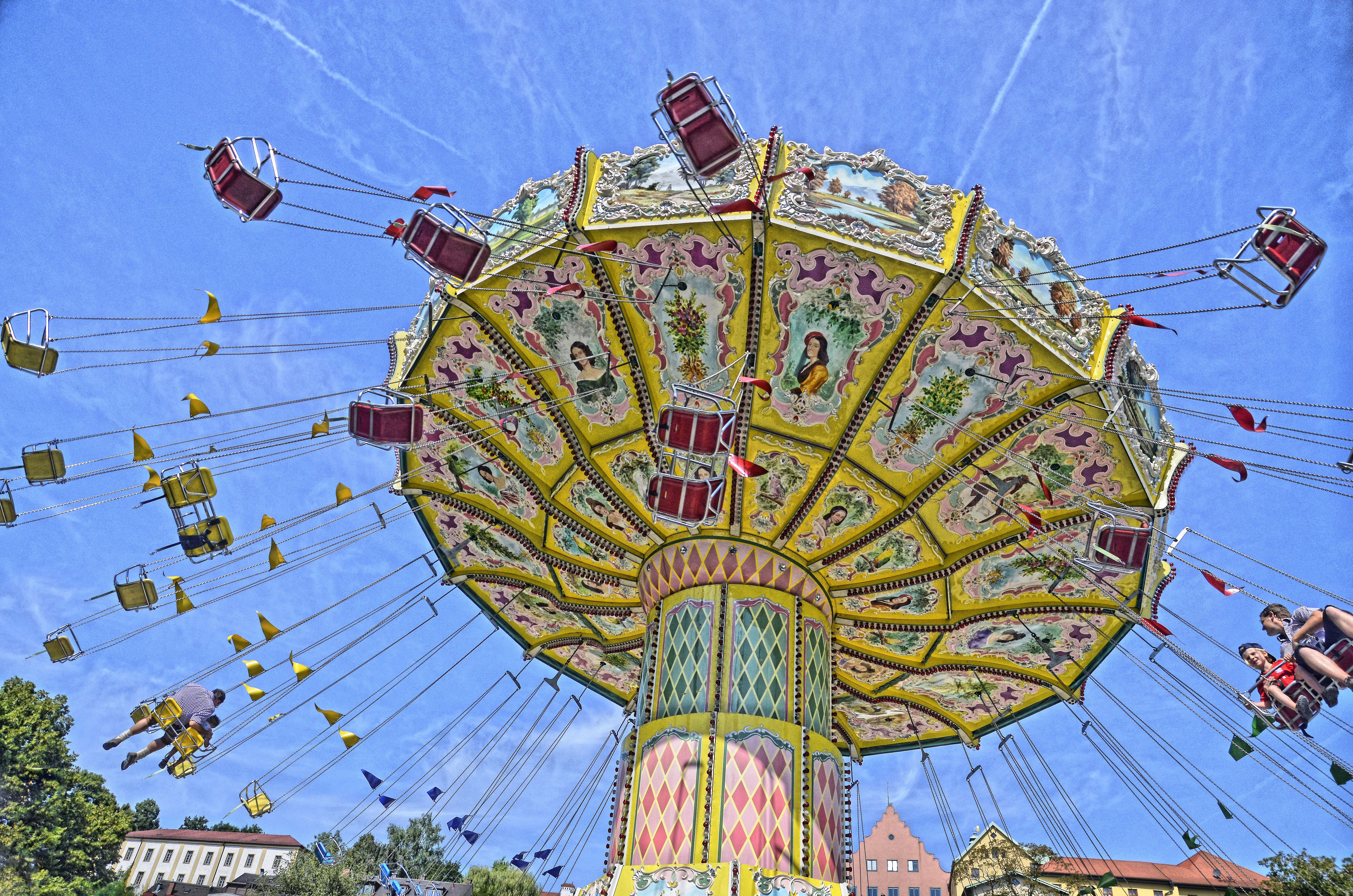
Kettenkarussell (Dachauer Voksfest 2013)